# Экспедиция д’Антркасто

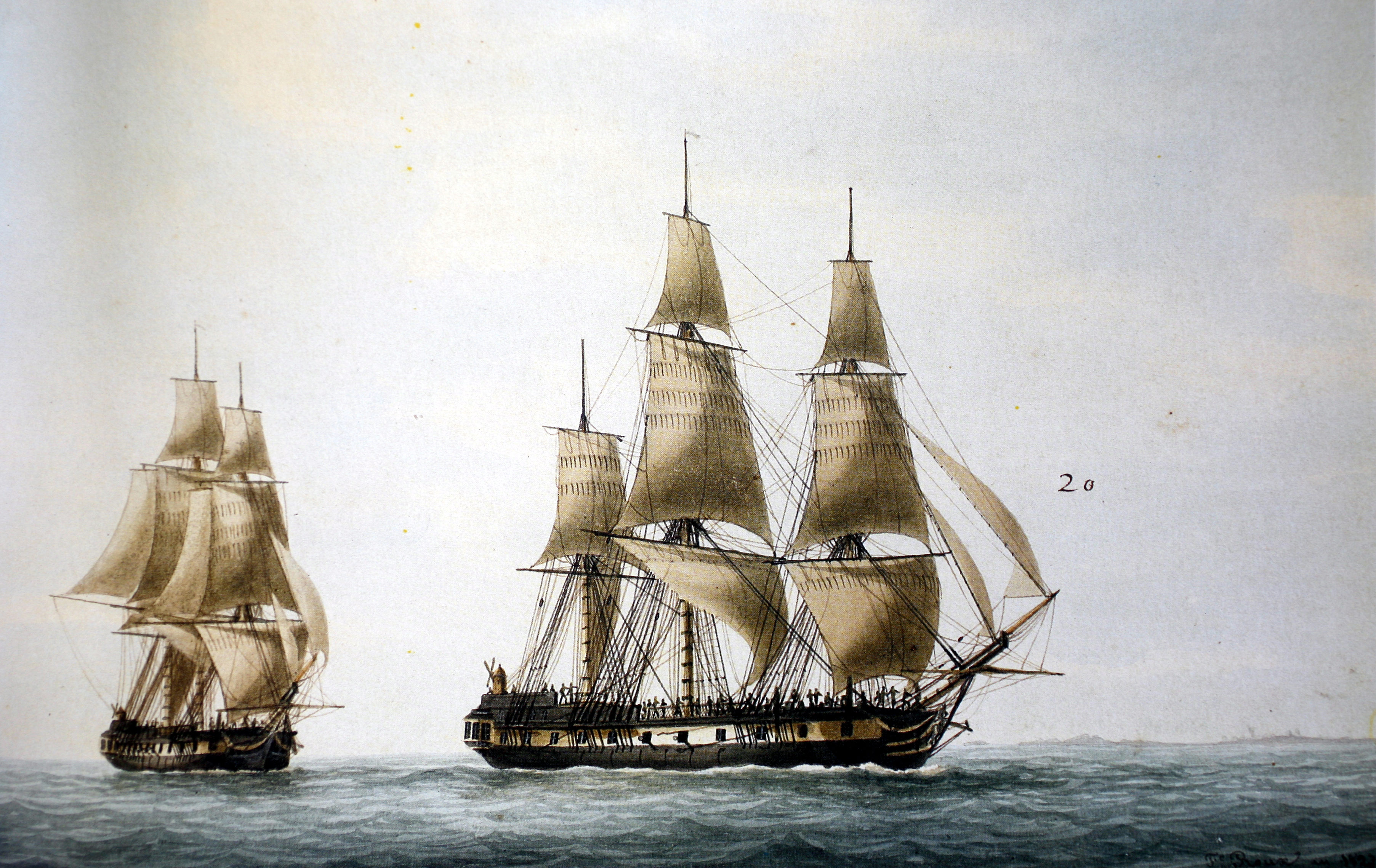
Два фрегата «Решерш» и «Эсперанс» на картине художника Ру, 1827

Экспеди́ция д’Антркасто́ (фр. Expédition d'Entrecasteaux; 1791—1794) — французская спасательно-морская экспедиция, посланная на поиски Ж-Ф. Лаперуза, согласно решению, принятому в сентябре 1791 года революционным Национальным собранием Франции; командовал ей контр-адмирал, шевалье Антуан де Брюни д’Антркасто. Главной задачей экспедиции было найти в Тихом океане следы пропавшей научной экспедиции известного мореплавателя и исследователя Лаперуза, от которой в течение трёх лет не поступало новостей.
Выйдя в море на двух фрегатах— «La Recherche» (Ля Решерш, «Поиск») и «L’Espérance» (Л'Эсперанс, «Надежда»), — экспедиция насчитывала 219 офицеров, учёных (естествоиспытателей, ботаников, минералогов, инженеров-географов и гидрографов) и членов экипажа, большей частью не переживших экспедицию.
Не выполнив основной миссии — найти Лаперуза, тем не менее эта экспедиция позволила улучшить знания по топографии многочисленных островов Индийского океана, носящих сегодня имена членов экспедиции, а также сделать множество открытий, особенно в ботанике.

## История
См. Д’Антркасто, Жозеф Антуан де Брюни#В поисках Лаперуза